# Реджело
Реджѐло (на италиански: Reggello) е град и община в централна Италия, провинция Флоренция, регион Тоскана. Разположен е на 390 m надморска височина. Населението на града е 16 296 души (към 31 декември 2010 г.).